# Agustín Tamames
Agustín Tamames Iglesias (nascido em 19 de outubro de 1944) é um ex-ciclista espanhol que correu profissionalmente nas décadas de 60 e 70 do século XX. Defendeu as cores da Espanha na prova de estrada individual nos Jogos Olímpicos de 1968, em Cidade do México.